# Линлинваям
Линлинваям — река в России, на северо-востоке Камчатского края.
Длина реки — 75 км. Площадь водосборного бассейна — 1100 км². Протекает по территории Олюторского района Камчатского края. Впадает в Берингово море (бухта Линлинкоим).
Название в переводе с корякского Линлиӈваям — «река нож-горы».

## Притоки
Объекты перечислены по порядку от устья к истоку.
- 1 км: ручей Варда
- 3 км: Вальваям
- (? км): Пынкэн[5]
- 10 км: Лекуваям
- (? км): Полуденный[5]
- 17 км: ручей Луковый
- (? км): Левый Вальваям[6]
- 34 км: Куропатка
- 47 км: река без названия
- 58 км: река без названия

## Данные водного реестра
По данным государственного водного реестра России относится к Анадыро-Колымскому бассейновому округу.
Код объекта в государственном водном реестре — 19060000212120000001498.